# Буран 2.03
Виріб 2.03, Буран 2.03 (серійний номер 11Ф35 К5) — п'ятий льотний екземпляр орбітального корабля, який створюється в рамках радянської космічної програми «Буран». Корабель ввійшов в другу серію (вироби 2.01, 2.02 та 2.03) та в Мінавіапромі іменувався "кораблями додаткового замовлення". Саме ці кораблі ввібрали в себе весь накопичений досвід, включаючи результати першого польоту Бурана, і повинні були стати основою космічного флоту СРСР на кілька десятиліть.
Корабель 2.03 був виготовлені лише у вигляді окремих агрегатів, які після закриття програми "Енергія-Буран" не збереглися.
Будівництво було не завершено через недостатнє фінансування та закриття програми багаторазової транспортно-космічної системи в 1993. Доробок корабля був знищений в цехах Тушинського машинобудівного заводу до 1995.